# 徳山下松港
徳山下松港（とくやまくだまつこう）は、山口県周南市・下松市・光市にわたる港湾である。港湾管理者は山口県。港湾法上の国際拠点港湾、港則法上の特定港に指定されている。瀬戸内工業地域の一角である周南コンビナート地帯や周辺の工場群と各地を結ぶ拠点港湾として機能している。

## 概要
各市域（周南市は合併前の市域）によって地区が分けられる。全体として専用貨物（輸入原材料、製品の輸出）が9割を占める港湾貨物に特色が見られる。

### 新南陽地区
新南陽地区（旧新南陽市域）の工場群からの専用貨物による原材料搬入・製品搬出が主である。
- 主な周辺企業：東ソー、日鉄ステンレス、日本ポリウレタン

### 徳山地区

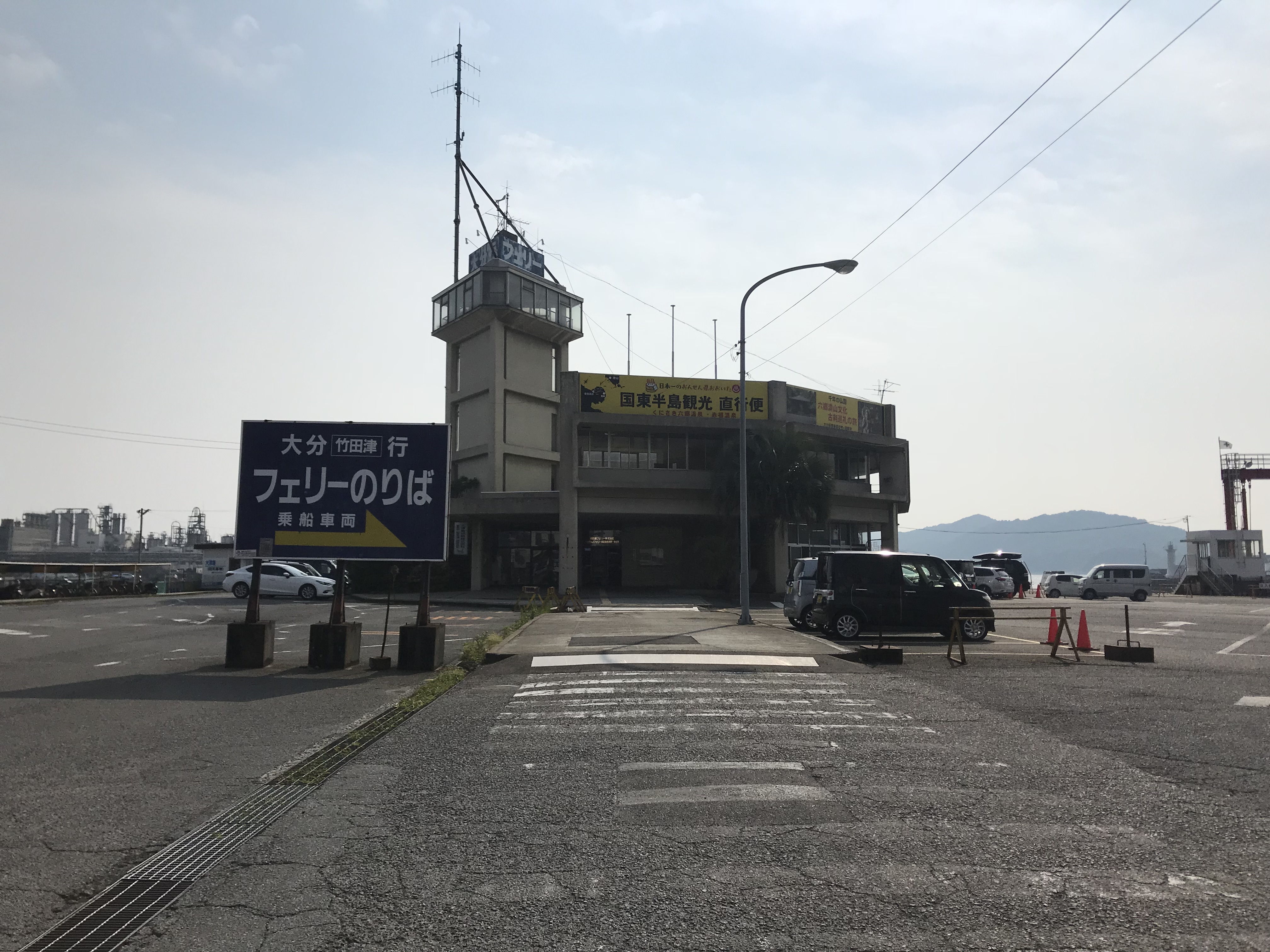
周防灘フェリー徳山港ターミナル

山陽本線徳山駅南側に隣接し、大分県国東市竹田津港へのフェリー（スオーナダフェリー）、大津島・黒髪島への離島航路（大津島巡航）が運航されている。晴海埠頭には-12m水深の岸壁とガントリークレーン2基を備えるコンテナターミナルが整備されており、山口県内の港の中で最大のコンテナ取扱量を誇る。
旧徳山市域に出光興産等石油化学メーカーが複数所在することもあり、原油の搬入・石油化学製品の搬出もこの地区から行われている。
- 主な周辺企業：トクヤマ、出光興産、日本ゼオン

### 下松地区
下松市の離島・笠戸島に近接しており、鉄鋼・機械の原材料搬入・製品搬出などが主である。日立製作所笠戸事業所で製作された新幹線をはじめとする鉄道車両も、ここから船積みされ各地に運ばれている。
また、ENEOS下松事業所では、周辺の発電所向けの石炭を取り扱うパンタドーム型の巨大な石炭中継基地が作られている。
- 主な周辺企業：東洋鋼鈑、日立製作所、ENEOS

### 光地区
光地区（光市）の薬品・鉄鋼メーカーからの専用貨物による原材料搬入・製品搬出が主である。
- 主な周辺企業：武田薬品、日鉄ステンレス

## 歴史
江戸時代、毛利氏のいわゆる「三白政策」により、富田・徳山（以上現在の周南市）・下松の各地域に米・塩・紙を主に取り扱う商港が整備されたのが始まり。1904年（明治37年）、徳山に海軍煉炭製造所（後の海軍燃料廠）が設けられたのをきっかけに、大正時代には日本曹達工業（現トクヤマ徳山製造所）、日本汽船笠戸造船所（現日立製作所笠戸事業所）等多くの企業が進出する。これを受けて1922年（大正11年）2月10日、徳山港が開港、特別輸出入港に指定される。
しかし、徳山港は1938年（昭和13年）4月1日に大日本帝国海軍の要港に指定されたため、貿易港としては閉港となった。1940年（昭和15年）10月1日には光地区に光海軍工廠が開設された。
戦後、1948年（昭和23年）1月1日に下松港を徳山港に編入し、徳山下松港として開港。海軍燃料廠は無くなったものの、跡地に1957年（昭和32年）出光興産が進出。徳山精油所を整備し、石油化学コンビナートの礎を築く。これと相前後して、戦後復興による好景気も手伝って徳山下松港の利用も増加。1951年（昭和26年）に重要港湾に指定、1965年（昭和40年）に特定重要港湾（現・国際拠点港湾）に昇格指定された。1966年（昭和41年）に光港を徳山下松港に編入したが、名称は徳山下松港のままとなった。
2022年（令和4年）には開港100周年を迎え、様々な事業が展開される。